# 利奥二世 (拜占庭)
利奧二世（約467年—474年11月），是一位东罗马帝国皇帝，於473年–474年在位。他是伊蘇里亞將軍兼未來皇帝芝諾與皇帝利奧一世之女阿里阿德涅的兒子。利奧二世於473年11月17日與其祖父利奧一世共同執政，並在利奧一世死於痢疾後於474年1月18日成為唯一皇帝。他的父親芝諾於1月29日被元老院任命為共治皇帝，在利奧二世於474年末駕崩之前，他們共同統治了一小段時間。他有時被冠以“小利奧”的綽號（拉丁語：Minor），可能是為了將他與其祖父利奧一世（羅馬化：ho Mégas，直译：「the Great」）（字面意思是“大帝”）區分開來。

## 生平
利奧二世生於467年，父親為伊蘇利亞的將軍芝諾，母親則為時任皇帝利奧一世的女兒阿麗婭德涅。他是利奧一世與皇后維里娜的外孫。473年11月18日，利奧二世於君士坦丁堡競技場受封為凱撒，加冕儀式由時任君士坦丁堡普世牧首阿卡西烏斯主持。大約同一時間，利奧二世被任命為執政官。474年1月18日，利奥一世因痢疾去世，利奧二世隨即陞為奧古斯都，成為皇帝。因利奧二世過於年幼，無法簽署文件，元老院於隔月將其父芝諾也陞為奧古斯都。二人共治了一段時間，直到利奧二世於474年11月10日去世，芝諾單獨執政為止。
由於利奧二世去世的過於突然，部分現代學者認為他可能被其母阿麗亞德內毒死，以讓芝諾能夠登上皇位。不過儘管芝諾確實不受歡迎，並沒有文獻證明此一論點；另外，考慮到當時兒童的死亡率頗高，利奧二世極有可能是自然死亡的。6世紀歷史學家托諾納的維克托（Victor of Tonona）則認為利奧二世並沒有早逝，而是被阿麗亞德內藏在修道院內。維克托可能是將利奧二世與拜占庭軍事指揮官阿瑪圖斯之子巴西利斯庫斯混淆了，後者於476年加冕為凱撒，隔年在其父被芝諾所殺、本人差點被處決時為阿麗亞德內所救。巴西利斯庫斯後來亦被改名為利奧，以避免其名與反叛芝諾的領袖聯繫在一起，這大概也是維克托會將兩者混淆的原因之一。
芝諾與皇室的唯一關聯僅有他與利奧一世之女阿麗婭德涅的婚姻，以及他現已去世的兒子利奧二世的婚姻。由於缺乏統治基礎，芝諾非常不受歡迎。此外，芝諾因出身於伊蘇利亞，被拜占庭貴族視為外人，在他上任時，國庫亦空空如也。芝諾的統治遭到利奥家族的成員反對，利奧一世的遺孀維里娜於475年1月掀起反旗，立其兄巴西利斯库斯（與阿瑪圖斯之子巴西利斯庫斯並非同一人）為皇帝。芝諾被迫逃亡，在他重奪皇位前，巴西利斯庫斯的統治持續了20個月。此後芝諾統治下的國家仍然動盪不安，不過他仍得以金錢和權謀維持政權17年之久，直至他於491年4月9日去世為止。